# 11668 Balios
11668 Balios è un asteroide troiano di Giove del campo greco. Scoperto nel 1997, presenta un'orbita caratterizzata da un semiasse maggiore pari a 5,1762792 UA e da un'eccentricità di 0,1420236, inclinata di 4,67582° rispetto all'eclittica.
L'asteroide è dedicato a Balio, uno dei due cavalli del carro di Achille.